# Sân vận động Kon Tum
Sân vận động Kon Tum là một sân vận động đa năng nằm ở đường Trường Chinh, phường Kon Tum, tỉnh Quảng Ngãi, Việt Nam. Sân có sức chứa khoảng 20.000 khán giả và là sân nhà của Câu lạc bộ bóng đá Kon Tum cũng như Câu lạc bộ bóng đá Gama Vĩnh Phúc. Đây từng được coi là sân vận động lớn nhất của khu vực Tây Nguyên, trước khi sân vận động Đà Lạt được hoàn thiện vào năm 2023. 

## Lịch sử
Năm 2009, Ủy ban nhân dân tỉnh Kon Tum đã phê duyệt dự án xây dựng sân vận động tỉnh với tổng kinh phí hơn 145 tỉ đồng. Thiết kế ban đầu của sân bao gồm 4 khán đài với sức chứa 20.000 chỗ ngồi cùng trang thiết bị kỹ thuật hiện đại. Tuy nhiên, do ảnh hưởng của cuộc khủng hoảng kinh tế nên khi hoàn thành, sân chỉ có 2 khán đài với tổng cộng 11.000 chỗ. Sân là một trong những công trình trọng điểm của tỉnh Kon Tum nhằm kỷ niệm 100 năm thành lập (1913-2013). Giải đấu đầu tiên diễn ra trên sân này là Giải bóng đá Quốc tế thanh niên các dân tộc thiểu số năm 2013 với sự tham gia của các đội đến từ ba nước Lào, Việt Nam và Campuchia.
Năm 2020, sân vận động được lắp đặt mái che cho toàn bộ 2 khán đài A, B.